# Armeniska ligan (volleyboll, damer)
Armeniska ligan är den högsta serien i volleyboll för damer i Armenien och utser de armeniska mästarna i volleyboll. Serien organiseras av Armeniens volleybollförbund. Den har funnits sedan 1992.

## Resultat per år[1]
| Säsong               | Podium           | Podium        | Podium              |
| Mästare              | Tvåa             | Trea          |                     |
| -------------------- | ---------------- | ------------- | ------------------- |
| 1992 mer information | Oasis Etjmiadzin |               |                     |
| 1993 mer information | Oasis Etjmiadzin |               |                     |
| 1994 mer information | Oasis Etjmiadzin |               |                     |
| 1995 mer information | Oasis Etjmiadzin |               |                     |
| 1996 mer information | FIMA Jerevan     |               |                     |
| 1997 mer information | FIMA Jerevan     |               |                     |
| 1998 mer information | NJDEH Jerevan    |               |                     |
| 1999 mer information | NJDEH Jerevan    |               |                     |
| 2000 mer information | Artik            |               |                     |
| 2001 mer information | NJDEH Jerevan    |               |                     |
| 2002 mer information | Sisian           |               |                     |
| 2003 mer information | Sisian           |               |                     |
| 2004 mer information | NJDEH Jerevan    |               |                     |
| 2005 mer information | Sisian           |               |                     |
| 2006 mer information | NJDEH Jerevan    | Artik         | Sisian              |
| 2007 mer information | NJDEH Jerevan    |               |                     |
| 2008 mer information | NJDEH Jerevan    |               |                     |
| 2009 mer information | NJDEH Jerevan    |               |                     |
| 2010 mer information | Sisian           | NJDEH Jerevan | Artsakh Stepanakert |
| 2011 mer information | Sisian           | NJDEH Jerevan | Artsakh Stepanakert |
| 2012 mer information | Sisian           |               |                     |
| 2013 mer information | Sisian           |               |                     |
| 2014 mer information | NJDEH Jerevan    |               |                     |
| 2015 mer information | NJDEH Jerevan    |               |                     |
| 2016 mer information | Khommand Jerevan |               |                     |
| 2017 mer information | Khommand Jerevan |               |                     |
| 2018 mer information | Khommand Jerevan |               |                     |
| 2019 mer information | Khommand Jerevan | VAN Jerevan   | Artsakh Stepanakert |